# Inês Galvão
Inês Galvão (Juiz de Fora, 10 de junho de 1959) é uma empresária e atriz brasileira.
Em 1997, após seu marido, o jogador de futebol Gaúcho, aposentar-se dos gramados, Inês decidiu mudar-se com ele para Cuiabá e abandonou a carreira de atriz para tornar-se empresária.

## Filmografia

### Televisão
| Ano       | Título              | Papel                              |
| --------- | ------------------- | ---------------------------------- |
| 1978-1980 | Planeta dos Homens  | Vários Personagens                 |
| 1981-1982 | Viva o Gordo        | Vários Personagens                 |
| 1983      | Eu Prometo          | Tetê                               |
| 1984      | Meu Destino É Pecar | Alice Santa Rita                   |
| 1984      | Rabo de Saia        | Veridiana                          |
| 1986      | Roda de Fogo        | Bel                                |
| 1988      | Bebê a Bordo        | Sônia (Soninha)                    |
| 1989      | O Sexo dos Anjos    | Luíza                              |
| 1990      | Rainha da Sucata    | Manon                              |
| 1990      | Lua Cheia de Amor   | Rosilene                           |
| 1991      | Vamp                | Joana                              |
| 1992      | Perigosas Peruas    | Joaninha                           |
| 1994      | Quatro por Quatro   | Marta Rocha                        |
| 1996      | Vira-Lata           | Marilyn Efigênia                   |
| 2000      | Uga Uga             | Comandante Mendonça (participação) |
| 2019      | O Figurante         | Janete Buzina                      |

### Cinema
| Ano  | Título                            | Papel |
| ---- | --------------------------------- | ----- |
| 1997 | O Noviço Rebelde                  | Laura |
| 1997 | Mangueira - Amor à Primeira Vista |       |